# Gramática castellana
La Gramática castellana es un texto escrito por Antonio de Nebrija y publicado en 1492. Constituyó la primera obra que se dedicaba al estudio de la lengua castellana y sus reglas. Anteriormente, habían sido publicados tratados sobre el uso de la lengua latina, como el de Lorenzo Valla, Tratado sobre gramática latina de 1471. No obstante, la Grammatica es el primer libro impreso que se centra en el estudio de las reglas de una lengua romance. La hazaña de Antonio de Nebrija, a la que debe una posición de primer orden en la historia, es haber compuesto la primera gramática castellana, una de las primeras gramáticas de una lengua romance.
Cuando fue presentado a la reina Isabel en Salamanca en el año de su publicación, la reina cuestionó el mérito de semejante obra; Fray Hernando de Talavera, obispo de Ávila, contestó por el autor con palabras proféticas, como recuerda el propio Nebrija en una carta dirigida a la monarca:

Después de que Su Alteza haya sometido a bárbaros pueblos y naciones de diversas lenguas, con la conquista vendrá la necesidad de aceptar las leyes que el conquistador impone a los conquistados, y entre ellos nuestro idioma; con esta obra mía, serán capaces de aprenderlo, tal como nosotros aprendemos latín a través de la gramática latina

## Importancia
A partir de esta publicación, la gramática será considerada la disciplina que estudia las reglas de una lengua hasta el advenimiento de la lingüística como disciplina científica en el siglo XIX.
La publicación de la gramática también resultó una herramienta para la difusión del español, ya que a partir de 1492 el territorio español se extendió por buena parte del globo. Igualmente, los autores de nuevas gramáticas próximos temporalmente a Nebrija tomaron su obra como base en materia ortográfica.

## Críticas
La Gramática fue muy criticada por algunos de sus contemporáneos, y entre sus detractores destaca Juan de Valdés. Los escritos de Valdés traslucen que no tenía conciencia de una homogeneización ortográfica del castellano. Por tanto, criticó la procedencia andaluza de ciertos vocablos latinos que él consideraba impuros e incorrectos. No obstante, coincidió con Nebrija en el principio rector de la ortografía; esto es, el rasgo fonético de la escritura en español.
Algunos gramáticos posteriores se distanciaron de la pronunciación como vía principal para fijar las reglas ortográficas. Por ejemplo, fray Miguel de Salinas defendió en su obra de 1563 (Libro apologético [...]) la importancia del uso, refiriéndose a que la costumbre ampliamente aceptada de escribir de determinada manera debe regir la ortografía.

## Estructura del libro y su existencia
Nebrija dividió el estudio de la lengua en cuatro áreas y dedicó un libro a cada una: 
1. Ortografía. Nebrija coloca la ortografía en primer lugar a semejanza de los tratadistas clásicos. Toma como base la correspondencia fonética entre lenguaje hablado y escrito, que declara con la sentencia de que «assi tenemos de escrivir como pronunciamos i pronunciar como escrivimos».[3] Por tanto, Nebrija toma la pronunciación como base para describir las reglas de la ortografía.[12]
2. Prosodia y sílaba.
3. Etimología y dicción.
4. Sintaxis.

Un quinto libro lo dedicará a  

De las introducciones de la lengua castellana para los que de estraña lengua querrán deprender.

Establece las siguientes diez partes de la oración: nombre, pronombre, verbo, participio, preposición, adverbio, interjección, conjunción, gerundio y supino.

## Gramáticas posteriores
Otras importantes gramáticas españolas han seguido a la de Nebrija:
- Antonio de Nebrija. Reglas de orthographia en la lengua castellana cõpuestas por el Maestro Antonio de lebrixa. 1517. (bdh.bne.es)
- Valdés. Dialogo đla lengua. ca. 1535, manuscrito. (bdh.bne.es)
- Andrés Flórez. Arte para bien leer y escribir. 1552.
- Martín Cordero. La manera de escribir en castellano. 1556.
- Villalón. Gramática castellana. 1558.
- Gonzalo Correas. Ortografia kastellana, nueva i perfeta. 1630. (bdh.bne.es)

[...]
- Real Academia Española. Gramática de la Lengua Castellana, compuesta por el Real Academia Española. Madrid, 1771. (bdh.bne.es)

## Ediciones críticas
- Antonio de Nebrija, Gramática sobre la lengua castellana, ed. lit. de Carmen Lozano, Madrid, Real Academia Española; Galaxia Gutenberg (Biblioteca Clásica, 17), 2011.